# Бенторит
Бенторит — мінерал з хімічною формулою Ca6(Cr,Al)2(SO4)3(OH)12·26H2O. Забарвлений від фіолетового до світло-фіолетового кольору. Кристали бенториту мають форму гексагональної або дигексагональної дипіраміди. Він прозорий та має склоподібний блиск. Має ідеальну спайність. Нерадіоактивний. Міцність 2 за шкалою Мооса.
Мінерал вперше був описаний у 1980 році Шуламіт Гросс для прояву з формації Хатрурім данського віку вздовж західного краю Мертвого моря, Ізраїль. Названий на честь Якова Бен-Тора (1910—2002), професора Єврейського університету в Єрусалимі та Каліфорнійського університету в Сан-Дієго, Каліфорнія, США, за його внесок у геологію та мінералогію в Ізраїлі.

## Утворення
Єдиний природний бенторит, який було виявлено, знаходиться у формації Хатрурім поблизу Мертвого моря в Ізраїлі. Формація складається із суміші метаморфізованих глин, вапняків та мергелів. Початкові відкладення були збагачені хромом, а пізніше зазнали нагрівання до понад 1000 °C за атмосферного тиску. Це утворило природний портландцемент, який згодом гідратувався ґрунтовими та/або дощовими водами, утворюючи природний бетон. Вважається, що джерелом тепла є спалювання вугілля, нафти або газу. Після цієї метаморфози горіння, високолужні рідини проникли та змінили породу, утворюючи супергенні жили бенториту.

## Застосування
За умови належної підготовки бетон містить кристали еттрингіту, які можуть заміщувати алюміній хромом, перетворюючи еттрингіт на бенторит. Це дозволяє бетону поглинати хром, присутній як забруднювач навколишнього середовища.